# Journal of the History of Biology
Journal of the History of Biology is een internationaal, aan collegiale toetsing onderworpen wetenschappelijk tijdschrift op het gebied van de
biologie,
wetenschapsfilosofie en
wetenschapsgeschiedenis.
De naam wordt in literatuurverwijzingen meestal afgekort tot J. Hist. Biol.
Het wordt uitgegeven door Springer Science+Business Media en verschijnt 4 keer per jaar.